# 加藤恵 (美術監督)
加藤恵（かとう めぐみ）は、日本のアニメーション美術監督である。スタジオ美峰所属。

## 主な美術監督作品

### テレビアニメ
- ネギま!? （2006年）美術監督
- ef - a tale of memories. （2007年）美術監督
- ヒャッコ（2008年）美術監督
- 武装神姫（2012年）美術監督
- ヒーローバンク（2014年～2015年）美術監督
- ジョジョの奇妙な冒険 ダイヤモンドは砕けない（2016年）美術監督
- ブレンド・S（2017年）美術監督
- ジョジョの奇妙な冒険 黄金の風（2018年）美術監督 ※吉原俊一郎と連名。

### OVA
- ネギま!?夏スペシャル!? （2006年）美術監督
- 変ゼミ（2010年）美術監督